# Nina Biczuja
Nina Biczuja (ukr. Ніна Бічуя; ur. 24 sierpnia 1937 w Kijowie) – ukraińska pisarka. Tłumaczka literatury polskiej, w tym powieści Olgi Tokarczuk.

## Życiorys
W 1958 roku ukończyła dziennikarstwo na Uniwersytecie Lwowskim. W latach 1989–1997 była redaktorką gazety „Proswita”. Pracowała jako kierownik literacki Lwowskiego Teatru Młodego Widza (obecnie Pierwszy Ukraiński Teatr dla Dzieci i Młodzieży). Od 1969 roku jest członkiem Związku Pisarzy.  W 1981 roku jej powieść Kwiecień w czółnie w tłumaczeniu Marii Dolińskiej wydało Wydawnictwo Lubelskie.

## Twórczość
- 1970: Drohobyćkyj zwizdar[5]
- 1981:  Powisti, Kwiteń u czowni[5]
- 1968:  Szpaha Sławka Berkuty[5]
- 1973: Zwyczajnyj szkilnyj tyżdeń[5]
- 1983: Jabłunia i zerniatko[5]
- 2011: Zemli romenśki, Wełyki koroliwśki łowy[5]
- 2015: Try teatralni powisti[5]

### Tłumaczenia
- 2013: Ludwik Jerzy Kern Ferdynand Nepowtornyj (Ferdynand Wspaniały)[6]
- 2012: Jacek Bocheński Boszcziestwiennyj Julij (Boski Juliusz) Lwów: Piramida[7]
- 2010: Ludwik Jerzy Kern Lubyj słone (Proszę słonia)[6]
- 2004: Olga Tokarczuk Mandirka ljudej knigi (Podróż ludzi Księgi) Lwów: Litopis[8]

## Nagrody i odznaczenia
- 2018: Order Księżnej Olgi[5]
- 2007: Order Uśmiechu[9]